# Caspar Olevian
Caspar Olevian (ou Kaspar Olevianus ou Gaspard von Olewig), né à Trèves le 10 août 1536 et mort à Herborn le 15 mars 1587, est un important théologien réformé allemand durant la Réforme protestante.

## Biographie
Caspar Olevian a longtemps été considéré avec Zacharias Ursinus comme le coauteur du catéchisme de Heidelberg. Cette paternité a été remise en question par des travaux universitaires modernes,. Sa théologie concerne en particulier la Trinité qu'il défendit face aux antitrinitaristes qui risquaient de discréditer la Réforme.
Né à Trèves, Caspar Olevian est le fils d'un boulanger. Il étudie l'humanisme à Paris puis poursuit des études de droit à Bourges et est influencé par l'enseignement de la Réforme. En rentrant à Trèves, ses croyances entrent en conflit avec celles du clergé local. En 1560 il est invité par l'électeur palatin du Rhin Frédéric III le Pieux à enseigner à l'université de Heidelberg. Après la mort de l'électeur palatin, son fils Louis VI du Palatinat, qui était un luthérien convaincu, tente d'éloigner l'école de la doctrine réformée telle qu'elle est exposée dans le catéchisme de Heidelberg. Olevian est alors empêché d'enseigner mais arrive à s'installer à Berleburg. Dans cette ville il publie en 1578 un commentaire sur les Galates préfacé par Théodore de Bèze.
Il publie par la suite plusieurs travaux sur l'alliance de grâce. En 1584 il part pour Herborn où il devient le recteur de l'université. 
Caspar Olevian meurt en 1587 entouré par ses amis et ses partisans et est enterré à Herborn. Sur son lit de mort il est questionné : « Es-tu indiscutablement certain de ton salut, comme tu l'as sans cesse enseigné aux autres ? ». Il répond : « Très certain ! »